# Lidingö centrum

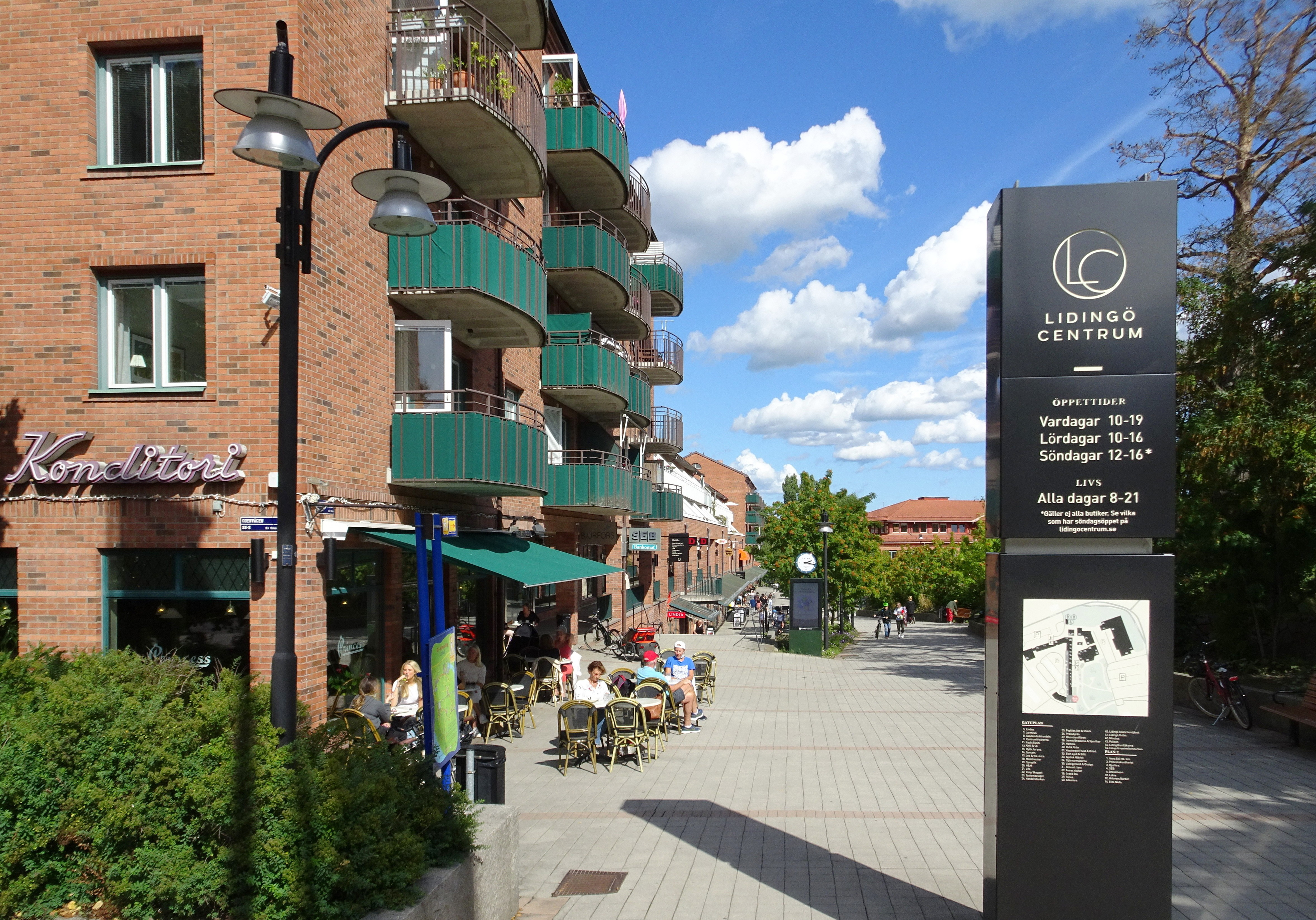
Lidingö centrum Stockholmsvägen, 2021.

Lidingö centrum är Lidingö kommuns största centrumområde beläget i kommundelen Hersby. Bebyggelsen utgör ett kombinerat köpcentrum och fastighetskvarter med bostadsrättslägenheter. Det byggdes under 1990-talet och invigdes 1995. 

## Historik

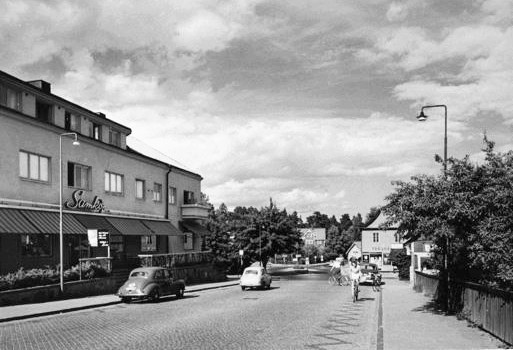
Stockholmsvägen–Vasavägen på 1950-talet. Rakt fram syns gamla Lidingö järn- och färghandel.

Omgivningen stadsplanerades redan 1913 som ett slags centrum för den 1906 bildade Lidingö villastad. Villastaden gav inte bara plats åt villor på stora tomter utan man planerade också för en mera stadsmässigt bebyggelse med flerbostadshus och affärslokaler i anslutning till Norra Lidingöbanans dåvarande hållplats "Vasavägen". Här byggdes bland annat Villa Fornboda (1907), Centralpalatset (1913) och Vasaborgen (1923) med butiker och servicefunktioner för villastadens boende. 
Allt sedan 1960-talet fördes diskussioner om ett modernt centrum i Lidingö. 1967 anordnades en arkitekttävling som vanns av arkitekterna Sten Samuelson och Fritz Jaenecke där även Lidingö stadshus ingick. Deras förslag var storskalig och skulle ha inneburit omfattande och okänsliga rivningar i kvarteren längs med och runt Stockholmsvägen. Stadshuset byggdes, centrumanläggningen däremot inte.
Det dröjde till början av 1990-talet innan ett nytt centrum blev verklighet. En ny stadsplan upprättades i augusti 1989 och vann laga kraft i mars 1991. Anläggningen fick nu en betydlig mera lågmält utformning och ritades av Lolle Lundqvist på Lundqvist‐Carrier arkitekter. JM Byggnads och fastighets AB var totalentreprenör och första spadtaget togs 1992.  
”Jag är övertygad om att det är just så som Lidingöborna vill ha det. Ska man bygga ett köpcentrum på ön så ska det vara småskaligt och innehålla bostäder.” Så sade Lolle Lundqvist i en intervju i Dagens Nyheter 1994. Han berättar vidare ”att det viktigaste i hans arbete har varit att försöka få fastigheterna att smälta in i den omkringliggande bebyggelsen”.

## Bebyggelsen

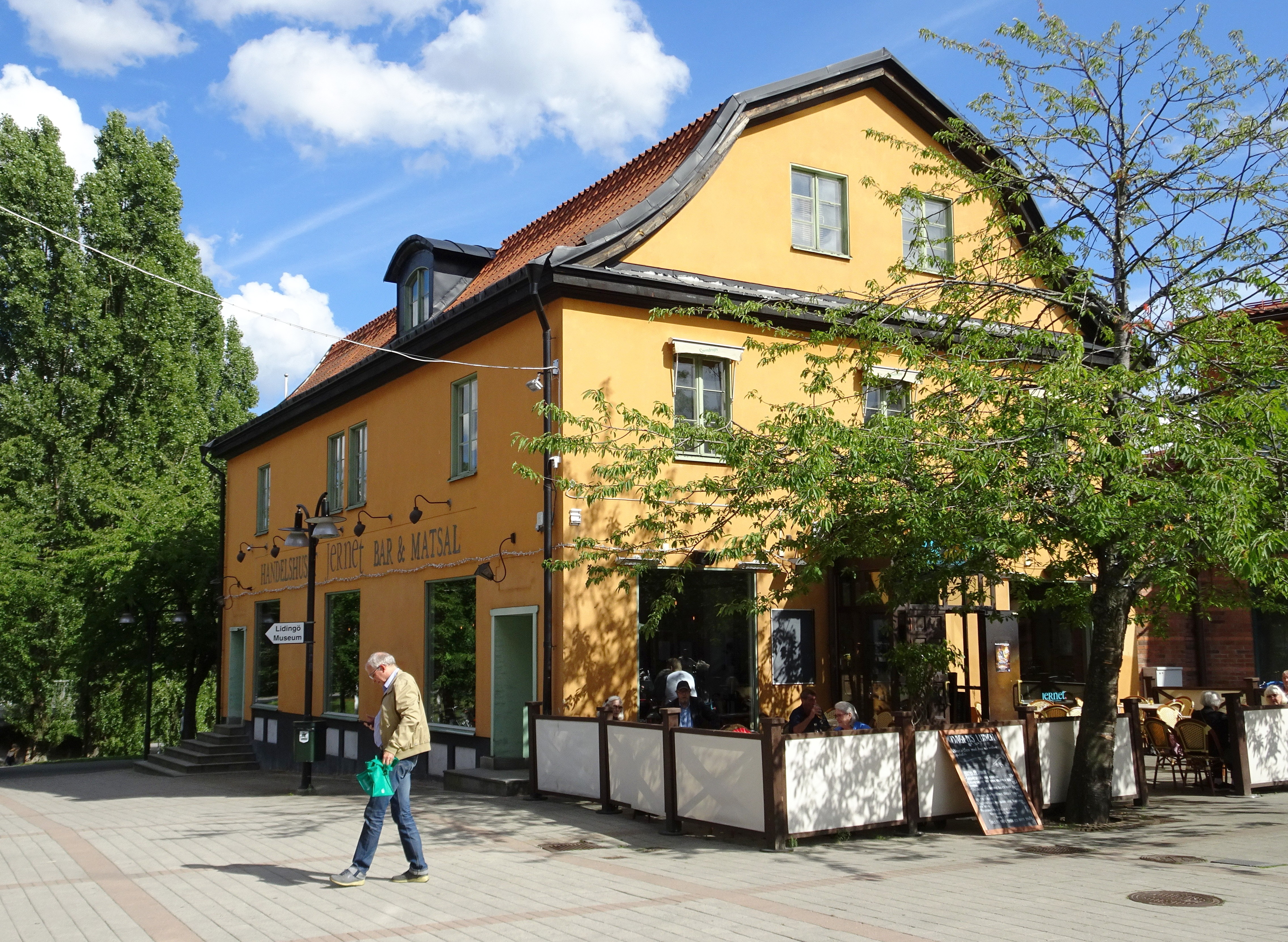
Återuppbyggda järnaffären.

Nästan alla byggnader uppfördes på 1990-talet. Fasadmaterialet är övervägande rött murtegel. Gamla posthuset från 1952, ritat av Einar Rudskog, sparades och integrerades i den nya bebyggelsen. Ytterligare en byggnad härrör från äldre tid. Det är den gulputsade byggnaden som idag inrymmer bland annat Restaurang Jernet Bar & Matsal. Ursprungligen ägdes huset av Lidingö Järn- & Färghandel, ritad 1926 av arkitekt Jacob Gate. 
Vid planeringen för Lidingö Centrum beslöts att det vackra huset från 1920-talet skulle sparas för sitt byggnadshistoriska värdes skull. Det gick dock inte på grund av markföroreningar som måste saneras. Problemet löstes genom att riva byggnaden och efter saneringen  uppföra ett exteriört likadant hus på den ursprungliga platsen.
Lidingö centrum ägs sedan april 2018 av Grosvenor Group. Anläggningen omfattar 42 butiker på en total butiksyta om 12 280 m². Bostadsbeståndet med 83 lägenheter såldes hösten 2014 till en bostadsrättsförening. Torget smyckas av fontänskulpturen "Människan i centrum" av Sven Lundqvist. I området finns också Lidingö stadshus, Ansgarskyrkan och Lidingö museum. Centrumbebyggelsen har enligt kommunen ett stort kulturhistoriskt värde.

## Bildgalleri

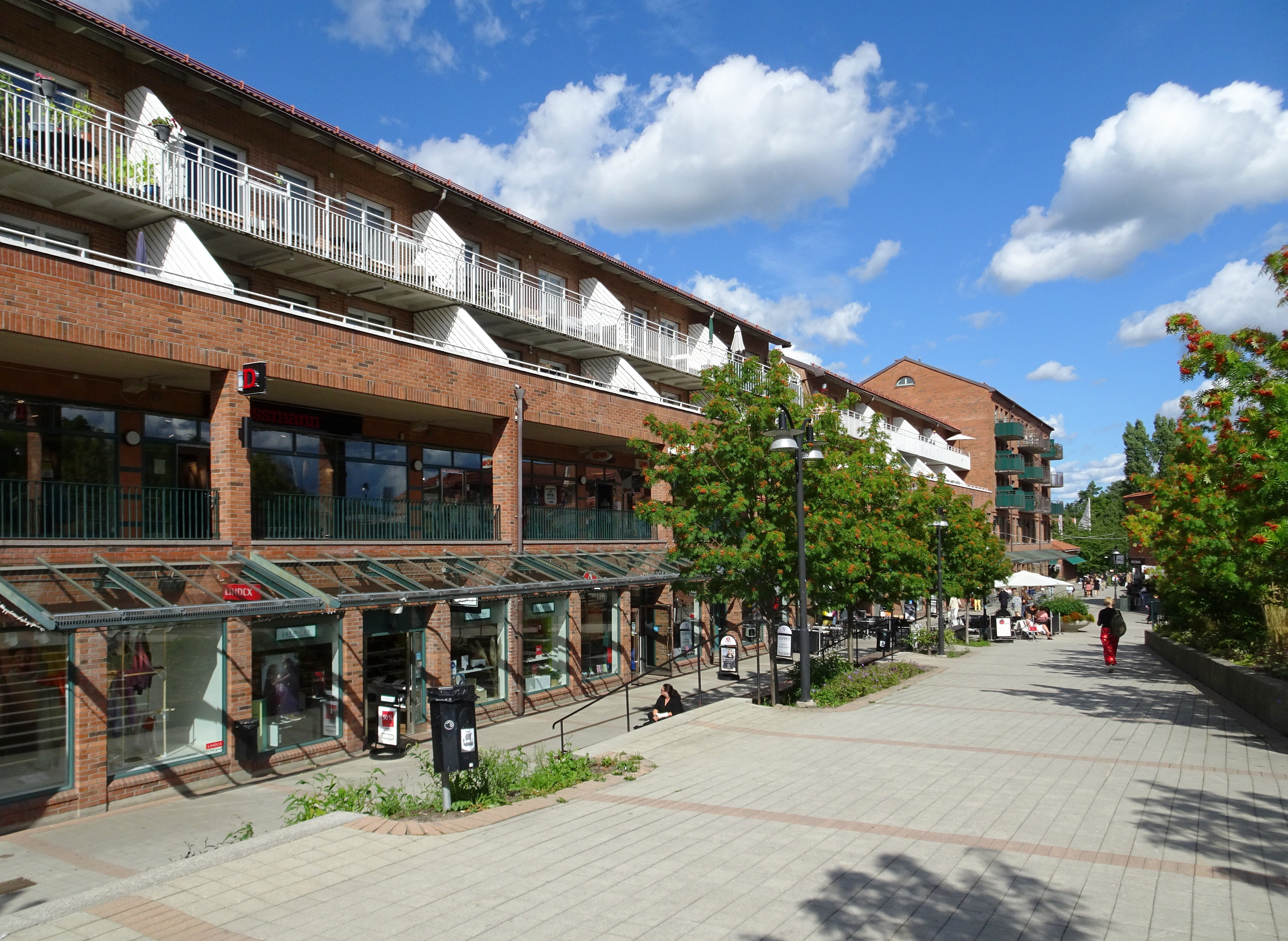
Stockholmsvägen österut.
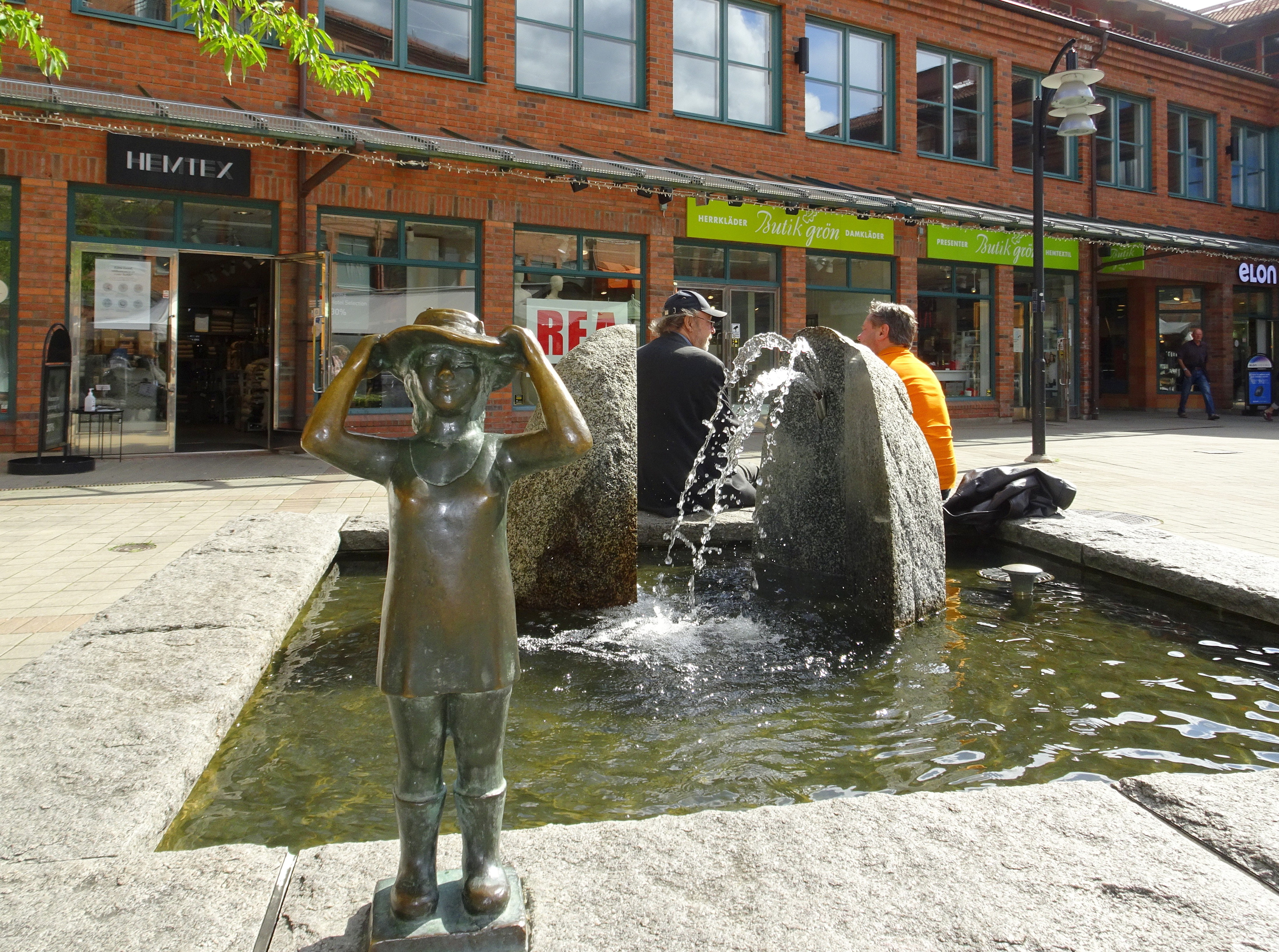
Fontänskulturen "Människan i centrum" av Sven Lundqvist.
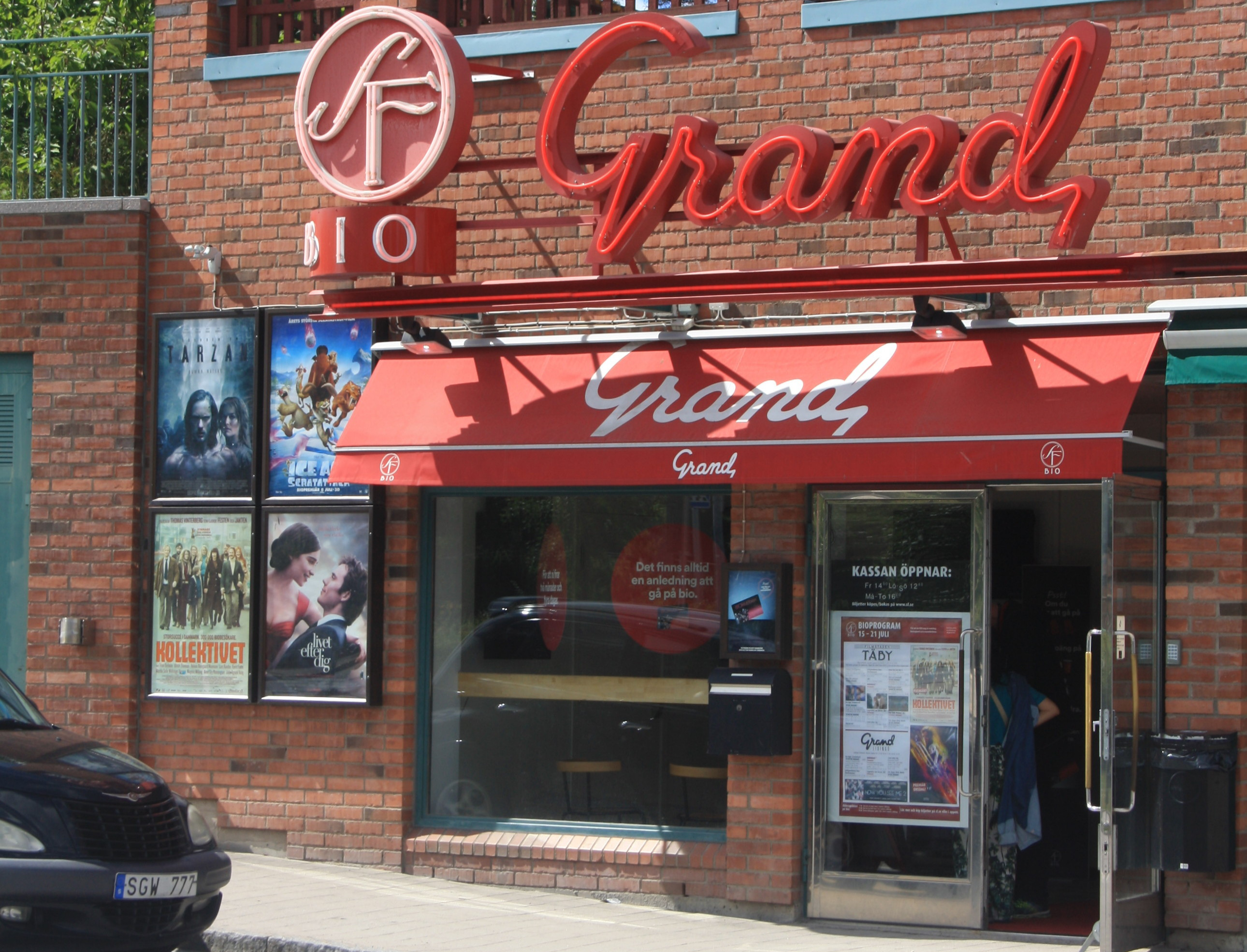
Biograf Grand Lidingö.
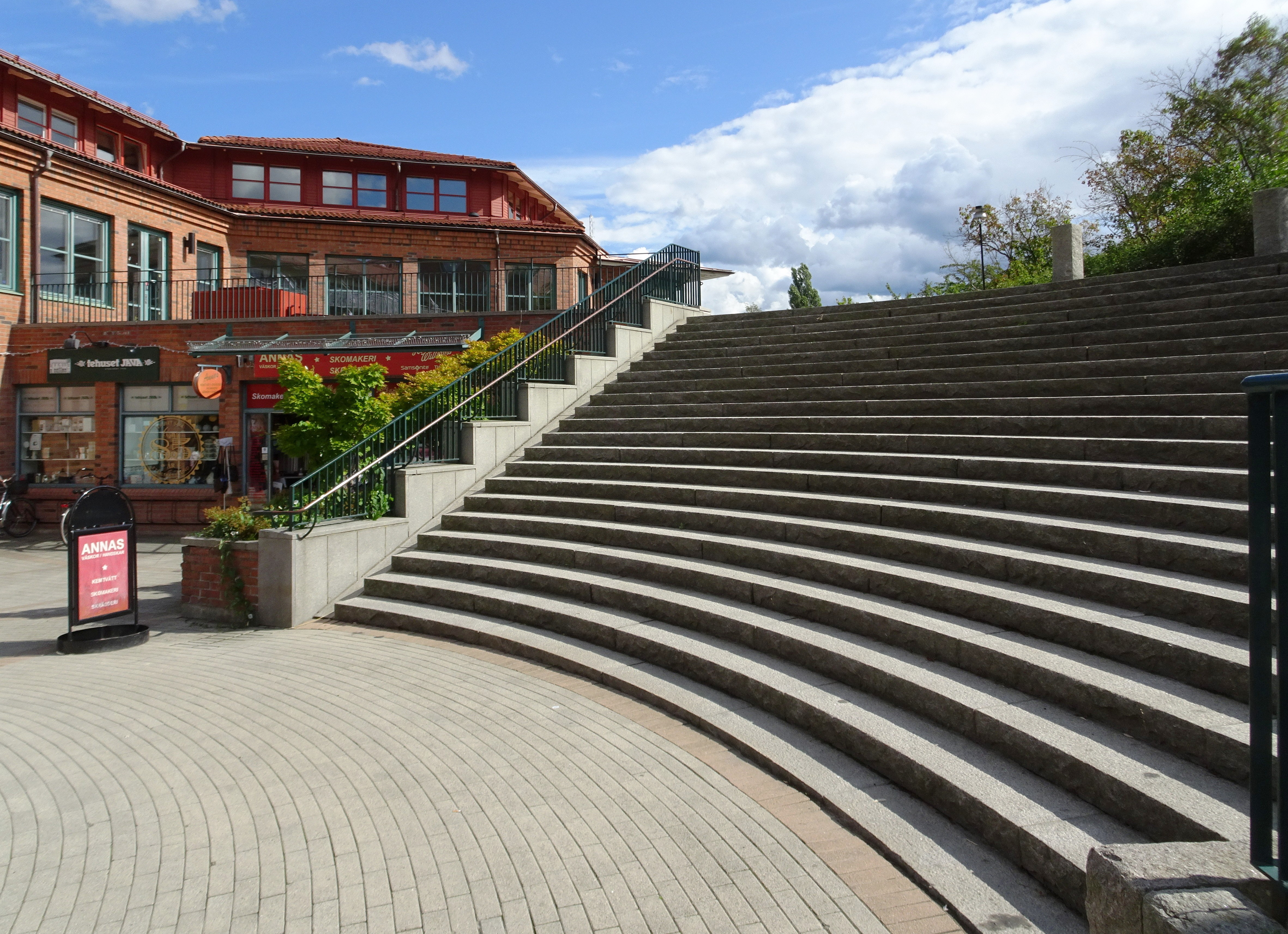
"Amfiteatern", trappen ner till centrum.

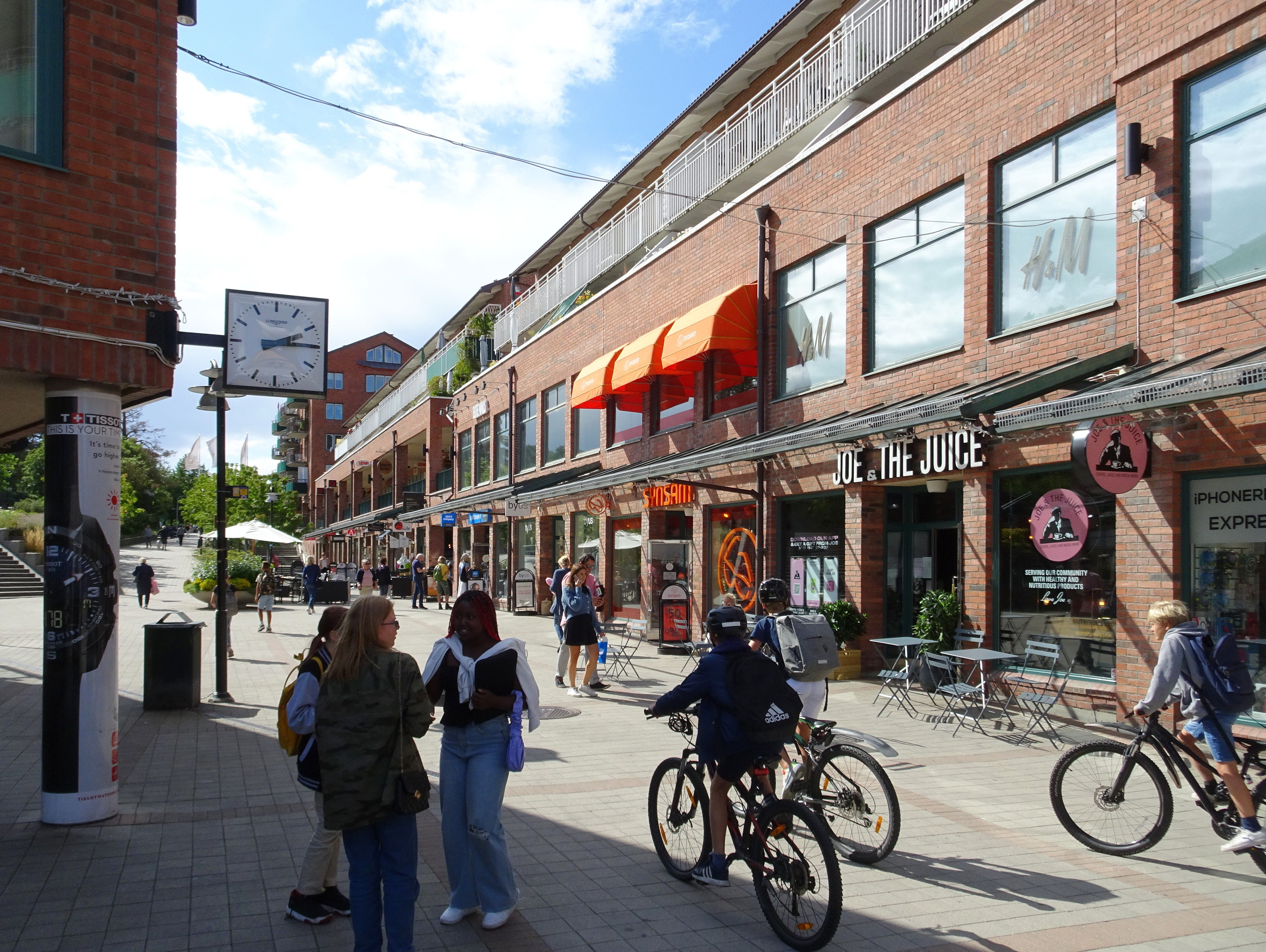
Stockholmsvägen västerut.
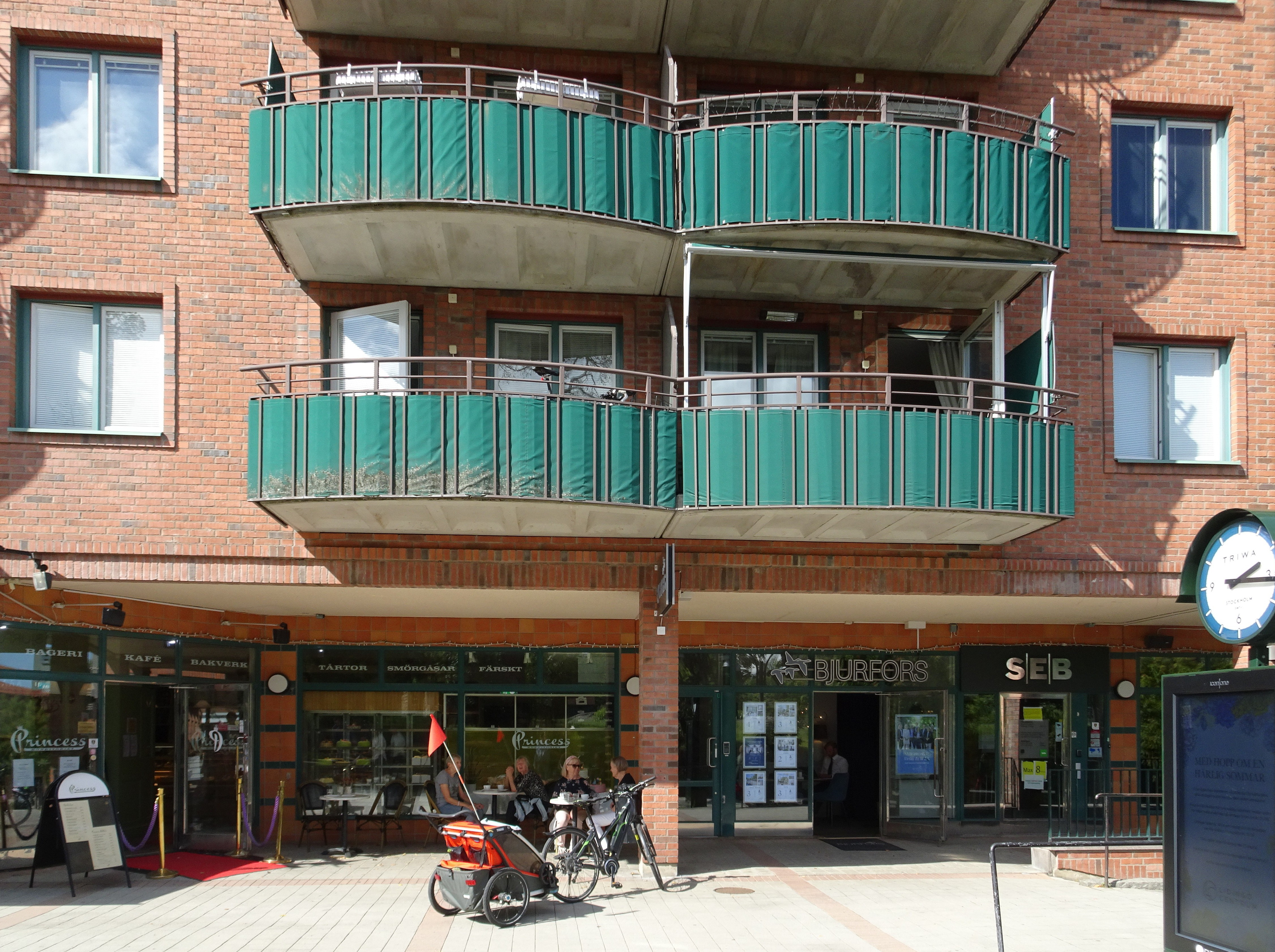
Stockholmsvägen, bostäder och butiker.
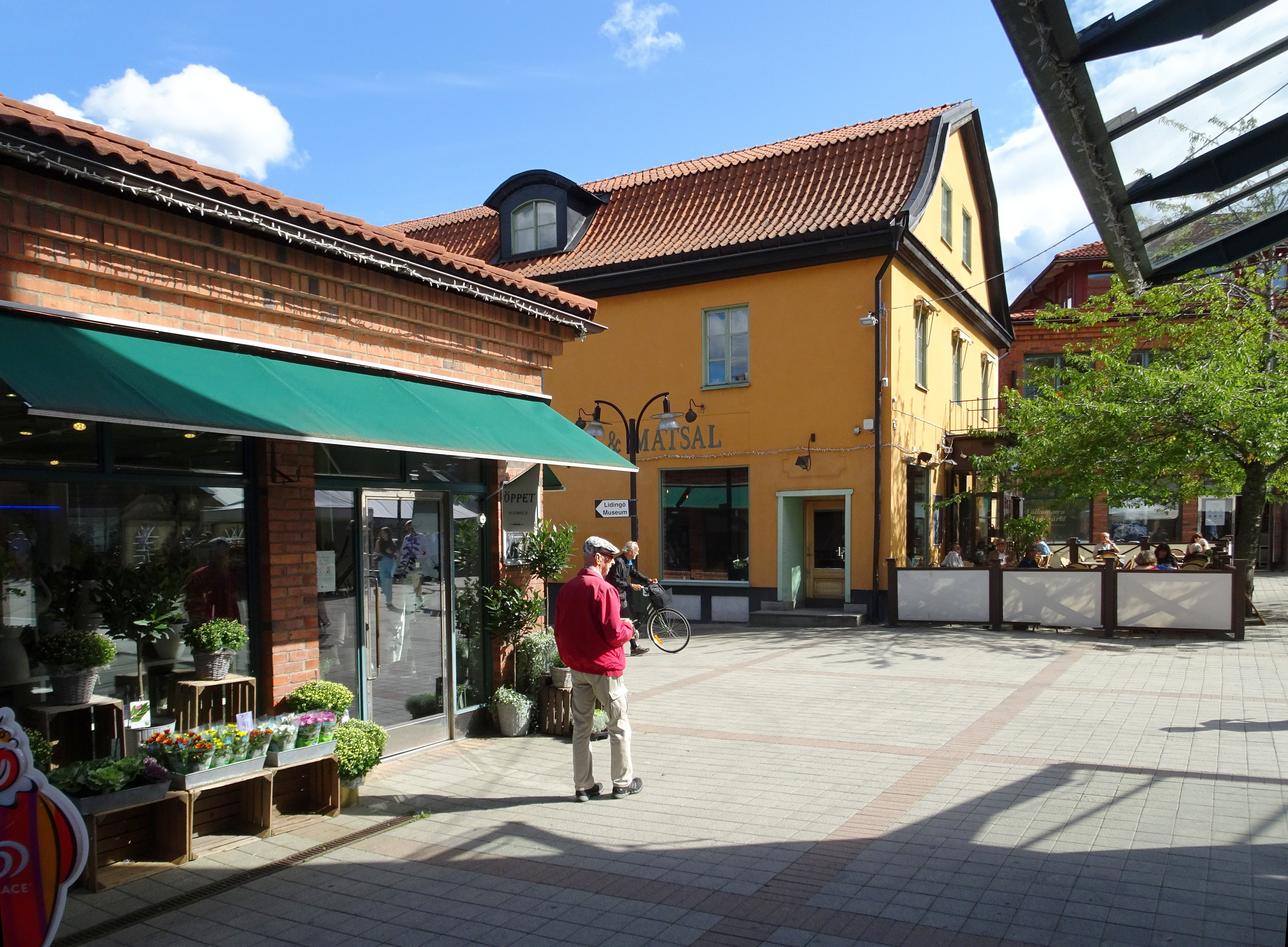
Friggavägen söderut.
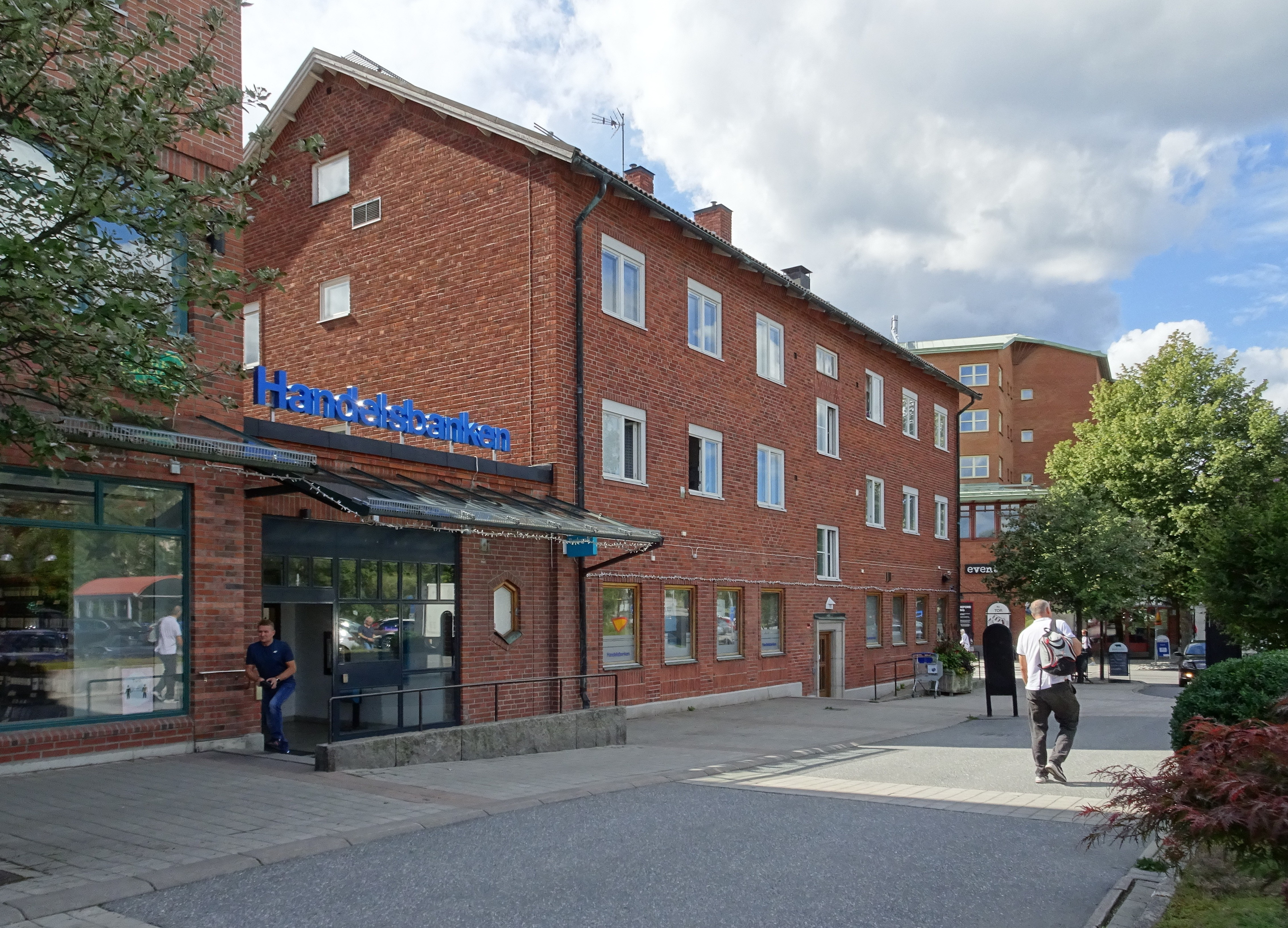
Friggavägen 22, gamla posthuset från 1952.